# Бабурова, Анастасия Эдуардовна
Анастасия Эдуардовна Бабу́рова (укр. Анастасія Едуардівна Бабурова; 30 ноября 1983, Севастополь — 19 января 2009, Москва) — российская журналистка, активистка антифашистского движения. Была убита в центре Москвы вместе с адвокатом С. Ю. Маркеловым по политическим мотивам.

## Ранние годы
Родилась 30 ноября 1983 года в Севастополе. Отец — Эдуард Фёдорович Бабуров — профессор Севастопольского национального технического университета, мать — Лариса Ивановна — преподаватель Севастопольского университета ядерной энергии и промышленности.
Окончила с золотой медалью севастопольскую спецшколу № 3 с углублённым изучением английского языка. Помимо русского и украинского языков, которые считала родными, владела английским и французским языками.
Обучалась один год на факультете экономики и управления Черноморского филиала МГУ, затем более полутора лет — на факультете международного права МГИМО, откуда ушла, по собственным словам, потому что ей было «скучно учиться с этими людьми, представляющими золотую молодёжь». Обучалась на пятом курсе вечернего отделения факультета журналистики МГУ и планировала защитить диплом летом 2009 года.
Имела разряд кандидата в мастера спорта по шахматам, занималась боевыми единоборствами, включая карате, боевое самбо, вин-чун, джиу-джитсу, кун-фу, рукопашный бой. Также занималась йогой и фехтованием, получила серебряную медаль по армрестлингу на соревновании студенток МГУ.
В 2003 году вышла замуж за студента журфака МГУ Александра Фролова; пара развелась в 2007 году.

## Политическая деятельность
Политической деятельностью Анастасия занялась после того, как стала свидетелем нападения неонацистов на иностранца, после чего она написала в своём дневнике: «Тяжело смотреть в глаза корейскому студенту, которого только что ударили в висок два малолетних урода, на бегу выскочившие из отходящего трамвая. Выскочили, помахали вслед трамваю „Зиг хайль!“ и убежали». Анастасия Бабурова была активисткой анархо-экологистского движения, участвовала в деятельности экологических лагерей «Хранителей Радуги», в социальных форумах, включая Европейский социальный форум в Мальмё (Швеция), организовывала фестиваль «Антикапитализм-2008» и многие другие акции протеста, участвовала в акциях движения антифа. В июне 2008 года участвовала в акции против вырубки Химкинского леса. В конце июня 2008 г. принимала участие в работе конференции «Прямухинские чтения», посвящённой истории развития анархических идей и проблемам их современной реализации. При участии в акции против выселения жильцов — бывших работников московской швейной фабрики «Смена» и беженцев из стран СНГ — из общежития УФСИН в Ясном проезде, была на сутки задержана милицией. За день до убийства Анастасия вступила в анархо-коммунистическое объединение «Автономное действие», ранее писала статьи в издающийся движением журнал «Автоном».

## Журналистская деятельность

### «Известия»
На протяжении 2008 года Анастасия работала в редакции «Известия», опубликовав в газетах «Известия» и «Финансовые известия» десятки статей, посвящённых, в основном, деловой тематике. В декабре 2008 года журналистка уволилась из редакции из-за разногласий с политическим курсом газеты, который, по мнению еженедельника «The Economist», характеризуется «национализмом, конформизмом и цинизмом». Разногласия с «Известиями» обострились после использования Анастасией журналистского удостоверения «Известий» при участии в защите жильцов общежития на Ясном проезде.

### Другие издания
Также сотрудничала с «Российской газетой» и газетой «Вечерняя Москва», сетевым изданием «Частный Корреспондент», журналом «Созвездие».

### «Новая газета»
С октября 2008 года — внештатный сотрудник «Новой газеты». Заместитель главного редактора «Новой газеты» Сергей Соколов сообщил, что Анастасия целенаправленно занималась неформальными молодёжными движениями, в том числе неонацистскими, и рассказывает, что она «пришла к нам со своей темой… Тема не лучшая с точки зрения безопасности или звёздности. Скинхеды, антифа, неформальные уличные акции». Публикации Анастасии в «Новой газете» были посвящены экологическим проблемам и проблемам жестокого отношения к животным, злоупотреблениям в правоохранительных органах, антифашистскому движению, деятельности неонацистов. Последней —посмертной— публикацией Анастасии стало интервью со Станиславом Маркеловым, посвящённое проблемам правосудия и делу Буданова. По мнению коллег Анастасии, «мало кто разбирался в неонацизме, антифашизме, неформальных молодёжных объединениях лучше неё». По словам отца журналистки, она получала угрозы в связи со своей деятельностью. Об угрозах в адрес журналистки со стороны неонацистов заявлял также друг и соратник Анастасии по политической деятельности Александр Черных: «Когда Настя ходила на суд по делу Тесака, её снимали на мобильник нацисты, которые были в зале… И в её ЖЖ они часто заходили. Она не боялась».

## Смерть
19 января 2009 года у дома № 3 по улице Пречистенка на Анастасию Бабурову было совершено нападение, в ходе которого она получила огнестрельное ранение в голову. Несмотря на то, что она была доставлена в реанимацию Первой Градской больницы, ранение оказалось смертельным: журналистка скончалась вечером того же дня, не приходя в сознание. В момент покушения рядом с ней был известный правозащитник Московского правозащитного центра, адвокат Станислав Маркелов. Он также получил смертельное ранение в голову, но умер на месте.
Существуют две основные версии убийства Анастасии: по наиболее распространённой, журналистка была смертельно ранена, пытаясь после гибели Маркелова остановить киллера: Анастасия занималась спортом, хорошо владела приёмами самообороны и, предположительно, имела при себе нож. По другой версии, высказанной заместителем главного редактора «Новой газеты» Сергеем Соколовым, в Анастасию стреляли целенаправленно. Убийца — Никита Тихонов — признавался, что не знал девушку, которая шла рядом с Маркеловым, и о её убийстве сожалел. По данным агентства Life News, эксперты установили, что Бабурова, как и Маркелов, была застрелена в затылок с близкого расстояния, а по сведениям главного редактора «Новой газеты» Дмитрия Муратова, пуля попала в висок. Нападение убийцы произошло 19 января немногим ранее 14:25, но автомобиль скорой медицинской помощи был вызван только в 15:05, через 40 минут после выстрелов. По мнению родителей Анастасии, более ранний вызов скорой мог бы спасти жизнь их дочери.
Никитa Тихонов был признан виновным в убийстве адвоката Станислава Маркелова и журналистки Анастасии Бабуровой и приговopён к пожизненному заключению. Евгения Хасис была приговорена к 18 годам заключения за соучастие в убийстве.
14 июля 2015 года коллегия присяжных Мосгорсуда признала виновным и не заслуживающим снисхождения руководителя неонацистской организации БОРН Илью Горячева в организации убийства Бабуровой и Маркелова, а также в других многочисленных преступлениях. 24 июля 2015 года он был приговорён к пожизненному лишению свободы.

## Прощание и похороны
Прощание с Бабуровой в Москве прошло в траурном зале Центральной клинической больницы 23 января, в день похорон Маркелова. В церемонии участвовали родители Анастасии, журналисты «Новой газеты», руководители, преподаватели и студенты журфака МГУ, единомышленники по антифашистской борьбе. Отпевание прошло 26 января 2009 года в севастопольском Владимирском соборе, похоронена на городском кладбище 5-й км Севастополя.

## Реакция на убийство

### Общественный резонанс
Анастасия Бабурова стала четвёртым убитым журналистом «Новой газеты». До этого были убиты Игорь Домников, Юрий Щекочихин (предположительно), Анна Политковская. В разных странах проходили массовые митинги протеста в связи с убийствами журналистов.
Будучи очередной убитой журналисткой «Новой газеты», именно Бабурова, а не Маркелов в некоторых иностранных источниках называется главной целью убийцы. В то же время, версия о попытке сопротивления вооружённому убийце порождает у многих авторов восхищение героизмом Анастасии: по словам доцента журфака МГУ Григория Прутцкова, «выбор, который сделала Настя в решающий миг своей жизни, повторяет подвиги древних и новых героев», британский еженедельник «The Economist» сравнивает Анастасию с готовой перенести страдания и смерть героиней стихотворения в прозе И. С. Тургенева «Порог», а русский писатель Виктор Ерофеев заявлял, что на месте церковных властей провозгласил бы Анастасию святой.

### Реакция журналистского сообщества
По мнению секретаря Союза журналистов России Игоря Яковенко, журналистка погибла, выполняя профессиональный долг: «Уничтожение журналистики включает в себя и превращение её в „испуганную“ профессию. После того, как убили Анну Политковскую, намного меньше стало острых материалов о режиме Рамзана Кадырова. После того, как убили Ивана Сафронова, практически прекратились расследования серых схем торговли оружием. А сейчас ещё один знак подан очень важный — не стойте рядом с острыми делами. Нахождение рядом со Станиславом Маркеловым оказалось опасным».
На похоронах журналистки в Севастополе присутствовал известный российский режиссёр-документалист Валерий Балаян: «Общество мертво. Общество глухо. … я подумал, что мой долг прийти и попрощаться с этим человеком, которого я совершенно не видел, не знал, но которая пополнила этот печальный список убитых журналистов, таких, как Игорь Домников, как Дима Холодов, как Анна Политковская, вот теперь и Настя Бабурова. Я думаю, это те люди, которые платят огромную цену, чтобы в нашем обществе был хоть какой-то маленький свет правды или маленький источник правды».
Заместитель декана факультета журналистики Международного университета в Москве Александр Алтунян: «Я просто ещё хотел прокомментировать послание Александра о том, что это случайное убийство. Не случайное. Девочка всё-таки была из „Новой газеты“, девочка писала статьи на темы национализма. Девочка брала интервью не у Хинштейна и не у Астахова, а девочка пыталась взять интервью у Маркелова. Ну, не случайно, вот не случайно. Не говоря уже о том, что, видимо, это материалы следствия о том, что она пыталась остановить убийцу. Поэтому не стоит так говорить. Безусловно, создаются мифы. Но никто ещё не доказал, что вред от мифов больший, чем польза от них. Это первое. И даже если это миф, но в данном случае это не миф. Она там оказалась не случайно.»
Главный редактор журнала «Огонек» Виктор Лошак: «Да, даже если эта девочка оказалась, если это стечение обстоятельств, то по сути девочка получила пулю за то, что она писала».
Журналист и политолог Максим Шевченко, ведущий Первого канала, заявил, что убийство Бабуровой неслучайно, а «Новую газету», несмотря на политические разногласия, он считает лучшей газетой России на данный момент, и «именно поэтому её журналистов убивают в таком ужасном количестве».
Главный редактор газеты «Известия» Владимир Мамонтов в интервью британскому еженедельнику «The Economist» сказал: «Нормальная девушка, которая толчётся около революции. А если нет революции, то ей скучно».

### Международная реакция
- Министр иностранных дел Франции Бернар Кушнер начал 21 января 2009 года новогоднее обращение к журналистам со слов об Анастасии Бабуровой, заявив, что её убийство не вызвало много шума в России, и пожелал, чтобы оно привлекло самое пристальное внимание в остальном мире[51].
- 23 января 2009 года президент Украины Виктор Ющенко выразил соболезнования в связи с гибелью журналистки[52][53].
- Министерство иностранных дел России в ответ выпустило заявление о том, что Россию удивляют «раздающиеся со стороны высокопоставленных представителей отдельных стран и организаций заявления о якобы политическом характере убийства журналистки Анастасии Бабуровой», а «Трагические события, связанные с гибелью журналистки, начинают искусственно политизироваться и использоваться в неблаговидных целях для дискредитации России, притягиваться под уже разработанные концепции отсутствия свободы прессы в РФ, гонения на журналистов»[54][55].

## Память
- 19 января 2013 года, в четвёртую годовщину убийства, по Тверскому и Никитскому бульварам в Москве прошло 2-тысячное шествие под антифашистскими лозунгами в память о Маркелове и Бабуровой[56].
- Режиссёр Валерий Балаян снял про Анастасию Бабурову документальный фильм «Любите меня, пожалуйста».